# Carlos Torres (baseball)
Pour les articles homonymes, voir Carlos Torres.
Carlos Ephriam Torres (né le 22 octobre 1982 à Santa Cruz, Californie, États-Unis) est un ancien lanceur de relève droitier de la Ligue majeure de baseball.

## Carrière
Après des études secondaires à la Aptos High School de Aptos (Californie), il suit des études supérieures au Grossmont College, au Allan Hancock College, à l'université d'État de San José puis à l'université d'État du Kansas. À l'université, il porte les couleurs des Spartans de San Jose State et des Wildcats de Kansas State.
Il est repêché en juin 2004 par les White Sox de Chicago. Après plus de cinq saisons en Ligues mineures, il fait ses débuts en Ligue majeure le 22 juillet 2009.

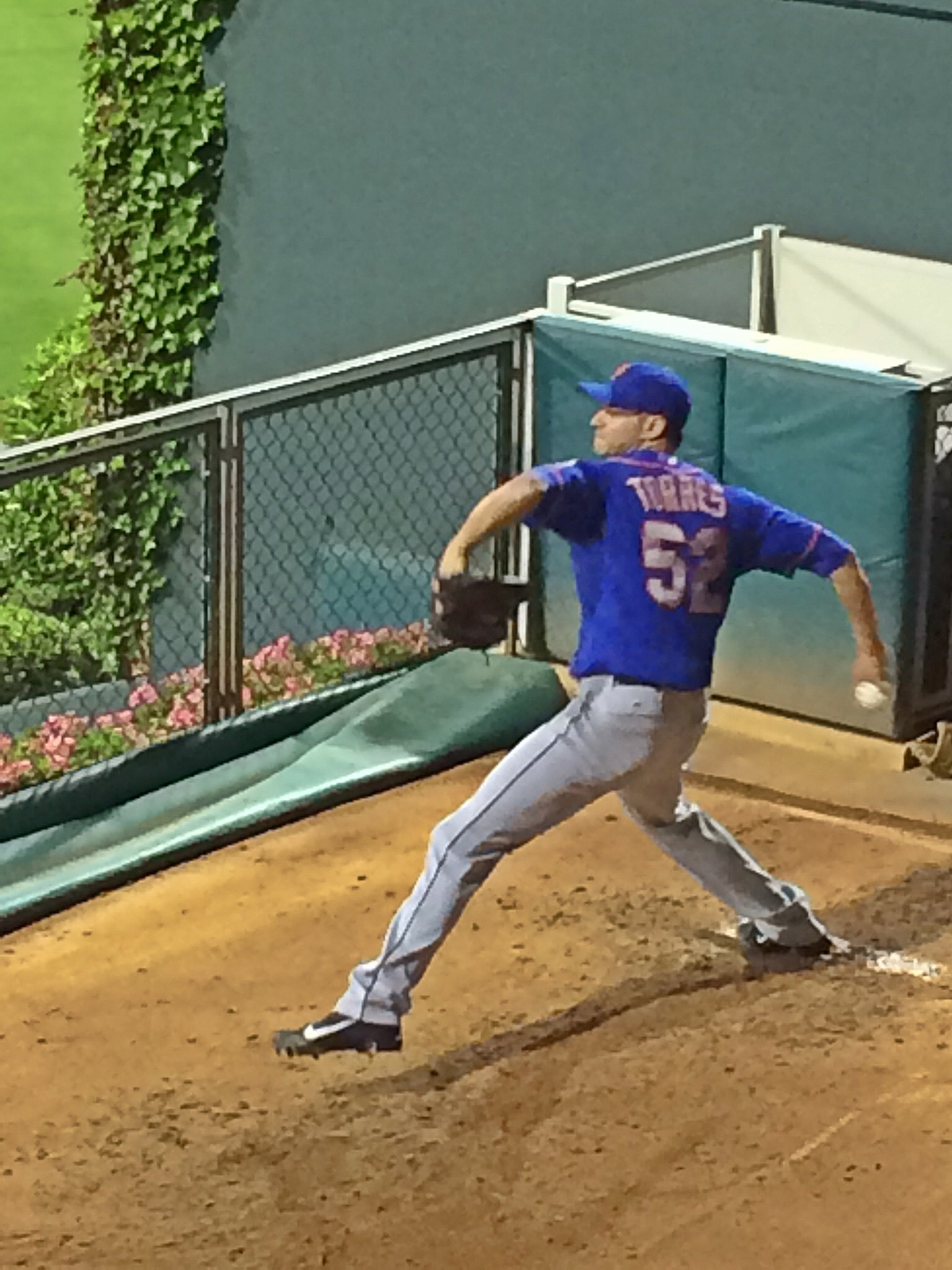
Carlos Torres

Après avoir lancé treize parties, dont six comme lanceur partant, pour les White Sox en 2009 et 2010, il est libéré de son contrat le 26 octobre 2010.
En 2011, Torres évolue au Japon mais ne dispute que 6 matchs comme lanceur partant avec les Yomiuri Giants de la NPB.
Le 11 janvier 2012, Torres signe un contrat des ligues mineures avec les Rockies du Colorado. Après une saison (2012) comme lanceur de relève chez les Rockies, il rejoint les Mets de New York.
Torres évolue de 2013 à 2015 pour les Mets et maintient une moyenne de points mérités de 3,59 en 241 manches comme lanceur de relève lors de ces 3 saisons. 
Le 19 février 2016, Torres signe un contrat des ligues mineures avec les Braves d'Atlanta. Libéré par les Braves le 31 mars, à quelques jours de la fin du camp d'entraînement, il rejoint le 2 avril les Brewers de Milwaukee.
Torres est né aux États-Unis, où son père, originaire du Zacatecas, a immigré après avoir quitté le Mexique.

## Statistiques
| Saison | Équipe     | G  | GS | CG | SHO | V | D | SV | IP   | SO | ERA  |
| ------ | ---------- | -- | -- | -- | --- | - | - | -- | ---- | -- | ---- |
| 2009   | Chicago WS | 8  | 5  | 0  | 0   | 1 | 2 | 0  | 28.1 | 22 | 6,04 |
| 2010   | Chicago WS | 5  | 1  | 0  | 0   | 0 | 1 | 0  | 13.2 | 13 | 8,56 |
| Totaux | Totaux     | 13 | 6  | 0  | 0   | 1 | 3 | 0  | 42.0 | 35 | 6,86 |

Note: G = Matches joués ; GS = Matches comme lanceur partant ; CG = Matches complets ; SHO = Blanchissages ; 
V = Victoires ; D = Défaites ; SV = Sauvetages ; IP = Manches lancées ; SO = retraits sur des prises ; ERA = Moyenne de points mérités.